# 滋賀交通
滋賀交通株式会社（しがこうつう）は、滋賀県大津市梅林1丁目3番10号に本社を置く交通事業者。

## 概要
バス事業、タクシー事業の他に自動車ディーラーや不動産業なども営む。京都、大阪、名古屋、東京、金沢、福井と60社の関連会社を持ち、グループ全体で約2,200名の従業員を有する。

## 沿革
- 1926年（大正15年）：大原バスを創業。田畑太郎右衛門が大原村（現：甲賀市甲賀町）と水口町（現：甲賀市水口町）を結ぶ乗合バスを開始する[2]。
- 1937年（昭和12年） - 大原バスを田畑太三郎が承継する[2]。
- 1949年（昭和24年） - 田畑太三郎が滋賀県甲賀市に甲賀交通株式会社を設立する[2]。
- 1950年（昭和25年） - 滋賀交通株式会社に改称する[2]。
- 1956年（昭和31年） - 事業区域を京都府に拡大し、観光バスを配置する[2]。
- 1965年（昭和40年） - ［水口 - 京都駅八条口］間を結ぶ路線バス（特急）を運行[2]。
- 1987年（昭和62年） - 滋賀バス株式会社を設立する[2]。
- 1989年（昭和64年・平成元年） - 観光バス事業を滋賀観光バスに移管（分社化）する。
- 1991年（平成3年） - 西日本JRバスの路線廃止に伴い、代替バスの運行を開始する。
- 2004年（平成16年） - 滋賀県広域合併により、甲賀市コミュニティバスの運行業務を担当する[2]。
- 2009年（平成21年） - 滋賀交通（本体）が最後まで運行していた路線（湖南野洲線）の運行を、滋賀バスに移管（分社化）する。
- 2014年（平成26年） - 観光バス事業、8営業所の連携を強化して輸送力を整備する[2]。

## 路線
ここでは「滋賀交通」時代に運行した路線および「滋賀バス」移管後に運行した路線を解説する。なお、コミュニティバスの運行委託に関する解説は後述とする。

### 現行路線
「滋賀バス」が運行している。詳細は各路線を参照。

#### 草津伊勢落線
- 草津駅 - 国道草津 - 小柿 - 治田 - 上鈎(国道) - （済生会病院 - ）手原駅口 - （大橋六丁目 → ）葉山(国道) - 高野(国道) - 八洲工業前 - 国道伊勢落 - 伊勢落(旧東海道) - （この間無停車） - 石部駅

注記（草津伊勢落線）
1. 平日のみ運行（2023年11月1日のダイヤ改正時から実施[3]）。ただし、お盆（8月13日 - 8月16日）・年末年始（12月29日 - 翌年1月4日）を除く。
2. ［草津駅 - 伊勢落(旧東海道)］間の運行を基本とするが、うち2往復は［伊勢落(旧東海道) - 石部駅］間を延長運行する。なお、延長区間内はノンストップ運行となる[注 1]。
3. 「済生会病院」は同病院の診療時間帯のみ経由。
4. 「手原駅口」から手原駅間は約500メートル[4]。
5. 「大橋六丁目」（旧：「石山鉛鉄前」）は、伊勢落（旧東海道）・石部駅行きのみ停車。

#### 湖南野洲線
- 野洲駅 - 野洲市役所 - 行畑 - 野洲高校 - 三上 - 御上神社前 - 三上小学校 - 近江富士会館前 - 南桜 - 悠紀の里 - イワタニランド - ハイウェイサイドタウン - イワタニランド - 北山台西口 - 北山台団地口 - 北山台センター
- 野洲駅 - 野洲市役所 - 行畑 - 野洲高校 - 三上 - 御上神社前 - 三上小学校 - 南桜(土深) - 藤堂製作所 - 土深町 - 北山台西口 - 北山台団地口 - 北山台センター
- 野洲駅 → 野洲市役所 → 行畑 → 野洲高校 → 三上 → 御上神社前 → 三上小学校 → 南桜(土深) → 藤堂製作所 → 北山台西口 → みどりの村 → イワタニランド → ハイウェイサイドタウン
- 野洲駅 ← 野洲市役所 ← 行畑 ← 野洲高校 ← 三上 ← 御上神社前 ← 三上小学校 ← 北桜口 ← 北桜

注記（湖南野洲線）
1. 曜日を問わず運行するが、1月1日は全便運休となる[5]。
2. 「藤堂製作所」経由は朝と夕方以降のみ運行。なお朝は野洲駅発、夕方以降は北山台センター発が同停留所を経由する。
3. ［野洲駅 → ハイウェイサイドタウン］間は平日ダイヤの朝に1便のみ運行。
4. ［野洲駅 ← 北桜］間は平日ダイヤの夕方に1便のみ運行。
5. ［野洲駅 - 南桜］間の一部[注 2]は野洲市コミュニティバスの三上コースとほぼ並行する[注 3]。

### 廃止路線
「滋賀交通」が運営していた当時に設定されていた主な路線のみ記載。なお、路線名はすべて省略する。

#### 特急系統
- ［特急］京都駅八条口 - （名神高速道路） - 水口[注 4]（沿革より）
- ［特急］草津駅 - 湯の山温泉（国鉄バス・三重交通と共同運行）
- ［特急］浜大津 - 大津駅 - 名神大津 - 名神瀬田 - 名神草津 - 手原駅口 - 水口町役場前

#### 急行系統
- 過去には種別幕を設けた車両が在籍し、この種別も存在した。

#### 各停系統
- 京都駅八条口 - 国道山科 - 国道市民病院前 - 国道滋賀病院前 - 石山駅口 - 久保江 - 大江 - 瀬田駅口 - 野路 - 草津中学校前 - 草津駅 - 上鈎(国道) - 手原駅口 - 伊勢落(国道) - 石部駅口 - 美松 - 夏見新田 - 三雲駅口 - 東陶前 - 水口町役場前
- 浜大津 - 大津駅 - 県庁前 - 国道市民病院前 - 国道滋賀病院前 - 石山駅口 - 久保江 - 大江 - 瀬田駅口 - 野路 - 草津中学校前 - 草津駅 - 上鈎(国道) - 手原駅口 - 伊勢落(国道) - 石部駅口 - 美松 - 夏見新田 - 三雲駅口 - 東陶前 - 水口町役場前
- 浜大津 - 大津駅 - 県庁前 - 国道市民病院前 - 国道膳所 - 国道滋賀病院前 - 石山駅口 - 久保江 - 大江 - 瀬田駅口 - 文化ゾーン - 大学病院前 - 血液センター前 - バイパス野路 - 草津中学校前 - 草津駅
- 草津駅 - 上鈎(国道) - 手原駅口 - 伊勢落(国道) - 石部駅口 - 美松 - 夏見新田 - 三雲駅口 - 東陶前 - 水口町役場前
- 草津駅 - 上鈎(国道) - 手原駅口 - 伊勢落(国道) - 石部駅口 - 美松 - 甲西駅
- 栗東駅 → 工場団地 → 手原駅口 → 伊勢落(国道) → 石部駅口 → 美松 → 夏見新田 → 三雲駅口 → 東陶前 → 水口町役場前
- 野洲駅 - 野洲町役場前 - 野洲病院前 - 野洲高校前 - 御上神社前 - 三上小学校 - 北山台センター前 - 東陶前 - 水口町役場前
- 三雲駅 - 東陶前 - 水口町役場前
- 三雲駅 - 東陶前 - 綾野 - 水口新町 - 新水口 - 本水口 - 高塚 - 水口支所前 - 甲賀病院前 - 平町 - 水口営業所前 - 水口新町 - 綾野 - 東陶前 - 三雲駅
- 水口町役場前 - 川田神社前 - 東内貴 - 貴生川駅 - 三本柳 - 杣中口 - 深川口 - 野田 - 甲南ゴルフ場 - 高野(甲賀) - 大原市場 - 甲賀駅
- 水口町役場前 - 川田神社前 - 東内貴 - 貴生川駅
- 貴生川駅 - 三本柳 - 杣中口 - 深川口 - 野田 - 甲南ゴルフ場 - 高野(甲賀) - 大原市場 - 甲賀駅
- 甲賀駅 - 田堵野 - 油日駅 - 山崎 - 五反田口 - 余野 - 倉部口 - 倉部 - 柘植町 - 天神山 - 柘植駅
- 甲賀駅 - 甲賀中学校前 - 相模 - 鳥居野 - 櫟野 - 鳥居野 - 相模 - 甲賀中学校前 - 甲賀駅

#### 運行種別不明
- 浜大津 - 大津駅 - 名神大津 - 名神瀬田 - 名神草津 - 手原駅口 - 守山免許センター

備考
- 水口町役場前行きは「水口」という幕で運行。なお、「西水口」と「水口車庫」（後の「水口営業所前」）は過去の車両にそれらの幕が実在したので、この対象とはならなかった。
- 上記のほか、「信楽駅」・「田村神社」・「近江台」・「甲西グランド」・「ハ田」・「唐戸川」などを発着する路線、「手原駅」・「葉山(県道)」を経由する路線、「坊袋」・「上鈎(旧東海道)」を経由する路線なども過去に存在したが、後に湖南市・甲賀市となった両市（ともに当時の甲賀郡）を運行した路線は一部を除き、コミュニティバスに移管された[注 5]。

## コミュニティバス
下記の各コミュニティバスの運行委託を行っている。
- 湖南市コミュニティバス
- 甲賀市コミュニティバス - 土山本線の［貴生川駅 - 田村神社］間のみを運行する一部の便[注 6]。

## 車両
車両の塗装は関連会社も含め貸切車、一般路線車とも白地に赤と青のライン（コミュニティバスは除く）となっている。なお、当社に在籍する車両は一部を除いて三菱ふそう製である。かつては一般路線を運行するバスに新車が入らなかったため経年車が多く在籍していたが、すべて置き換えられた。三菱ふそうが製造し、当社が導入した車両は下記のとおり。
- 三菱ふそう・エアロスター - MR470・K-MP118M
- 三菱ふそう・エアロスターMM - MR520
- 三菱ふそう・エアロエース - P-MS725（観光バス）
- 三菱ふそう・エアロミディMJ - P-MJ・U-MJ
- 三菱ふそう・エアロミディMK
- 三菱ふそう・ローザ - BE4系

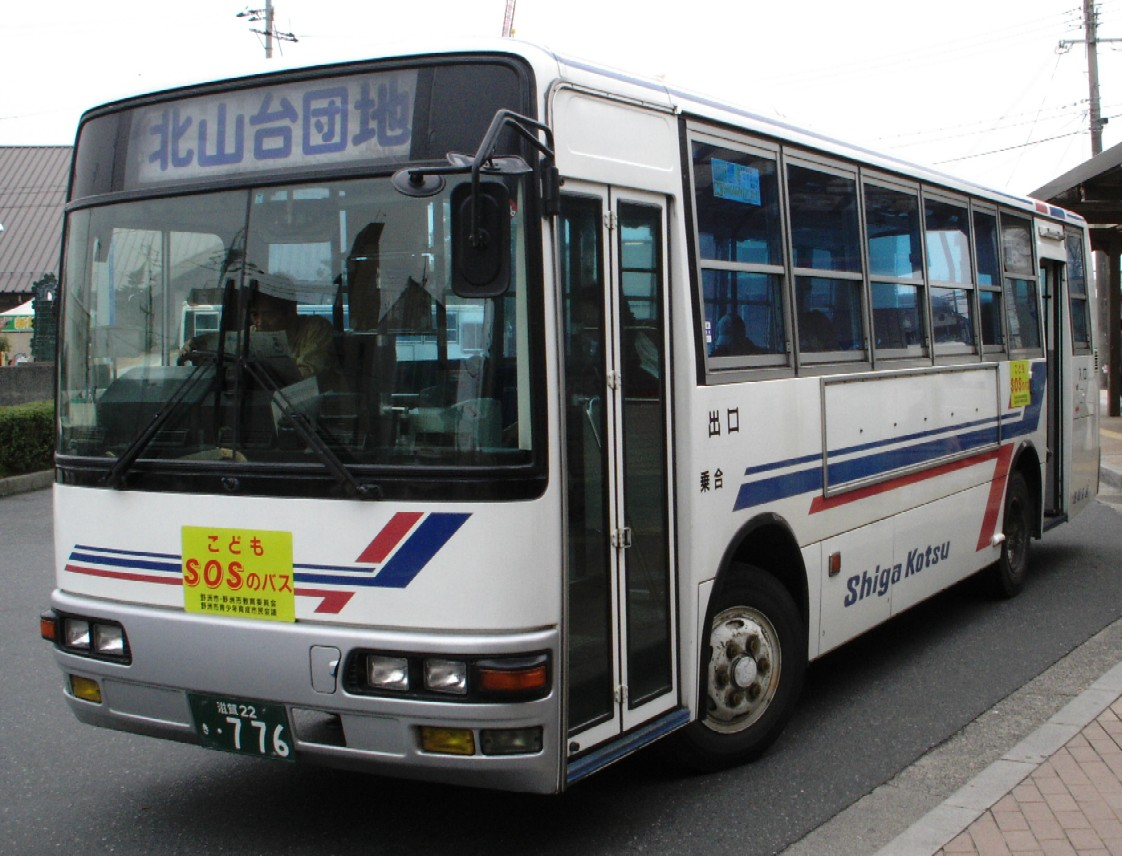
滋賀交通が所有する路線バス（2007年4月。三菱ふそう・エアロミディMK）
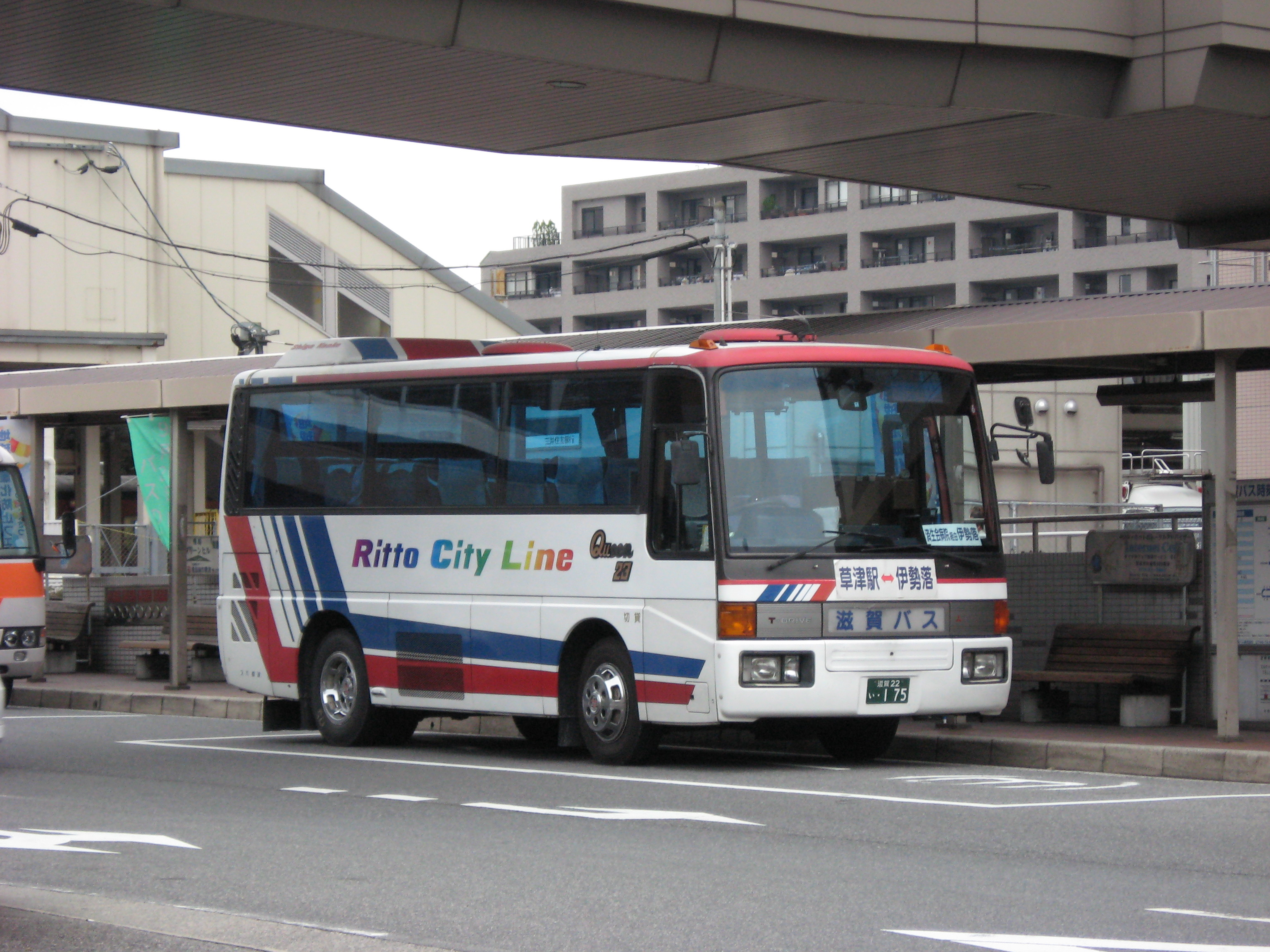
滋賀バスが所有する中型ハイデッカー車（2003年10月）
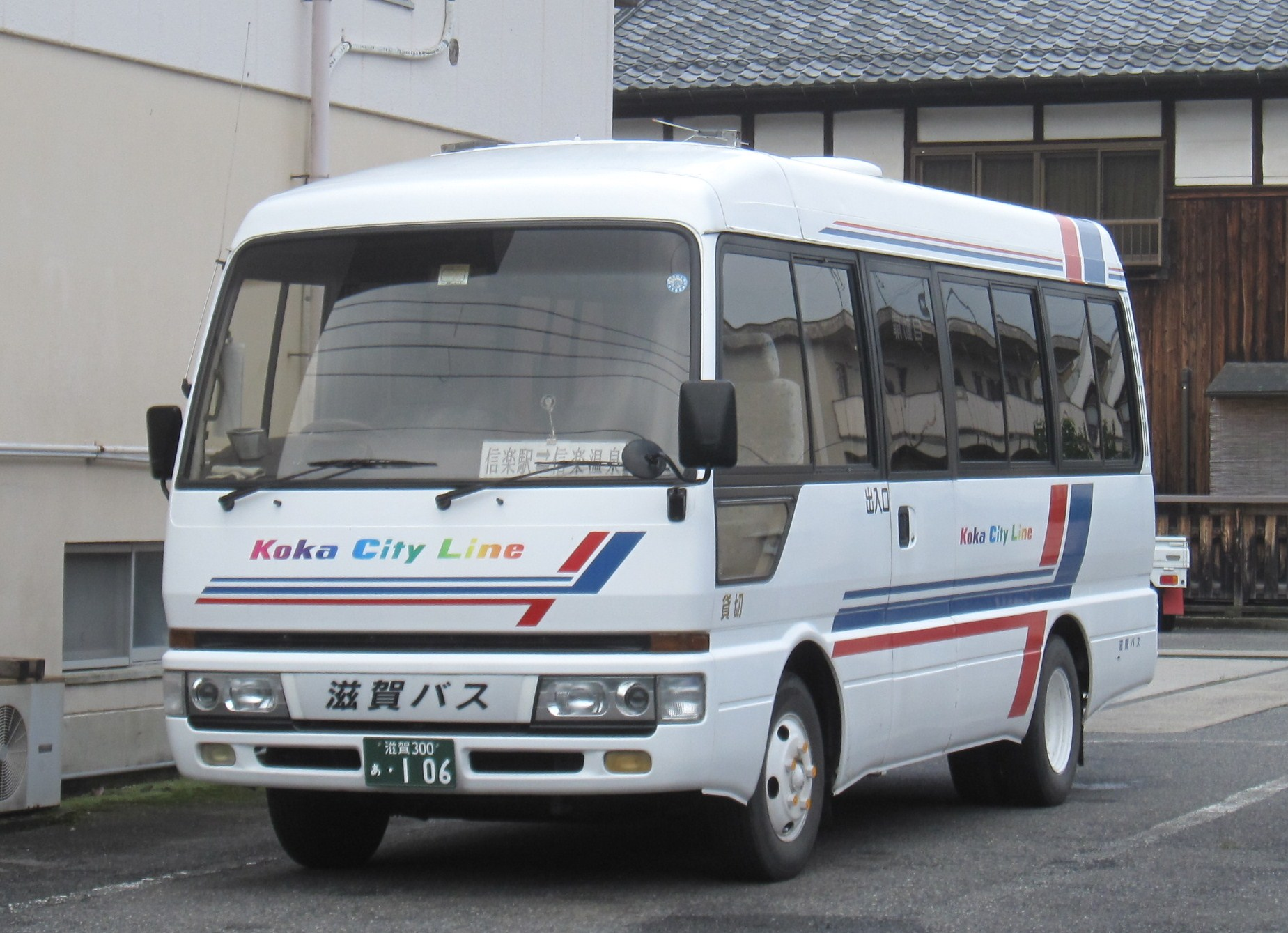
滋賀バスが所有する路線バス（2015年。三菱ふそう・ローザ）
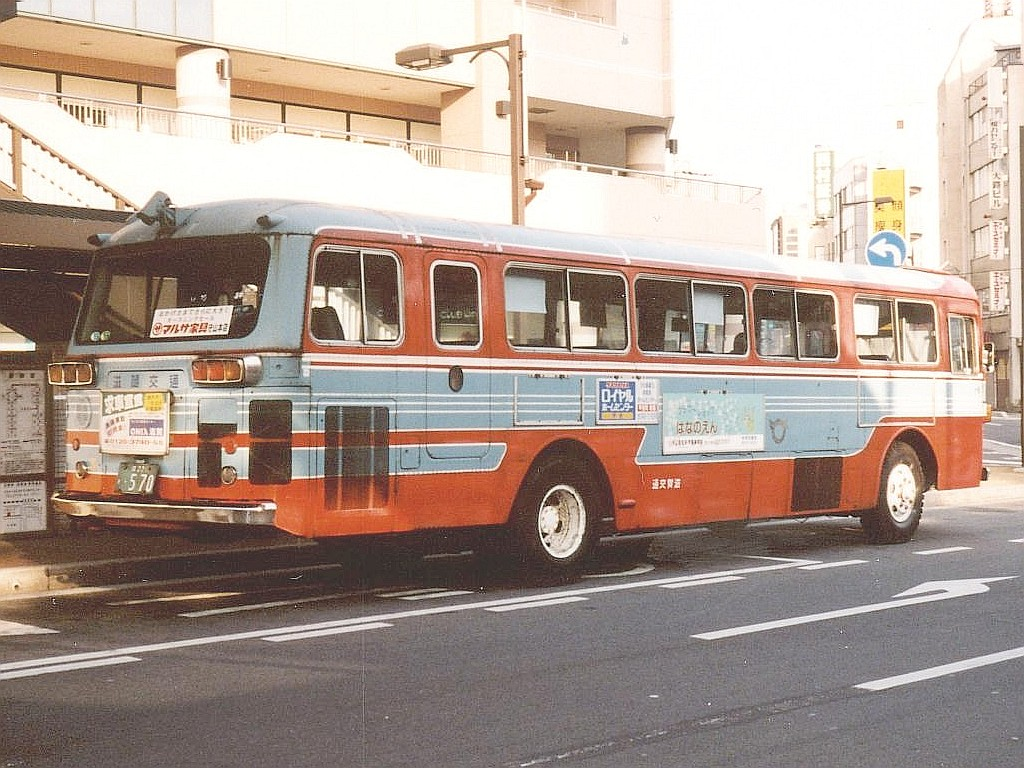
かつて使用されていた路線バス（1998年。三菱MR470）

ちなみに、滋賀交通に三菱ふそうの車両が多く在籍しているのは株式の持ち合いをしていたためであり、下記のような例外もある。
- 滋賀交通

- ネオプラン・スカイライナー - 滋賀交通と名古屋滋賀交通に在籍した観光バス。メルセデス・ベンツのエンジンを搭載していたため、車体前面にベンツのマークが付いていた。
- ネオプラン・スペースライナー - 名古屋滋賀交通に在籍した観光バス。同車のエンジンも「スカイライナー」と同様のため、車体前面にベンツのマークが付いていた。
- いすゞ・エルガミオ - 滋賀バス移管後に登場。旧型車を置換えるために導入された。

- ののいちバス

- 日野・ポンチョ（初代）、日野・ポンチョ（2代目） - 車両置換えのため、日野・ポンチョ（初代）は除籍。

- 甲賀市コミュニティバス

- 日野・レインボー7M - 甲賀市が運行した福祉バスの払下げ車両。甲賀町内の路線用車として投入された。

- 湖南市コミュニティバス

- 日野・ポンチョ（2代目） - 「こにゃんバス」の車体ベースとなった。

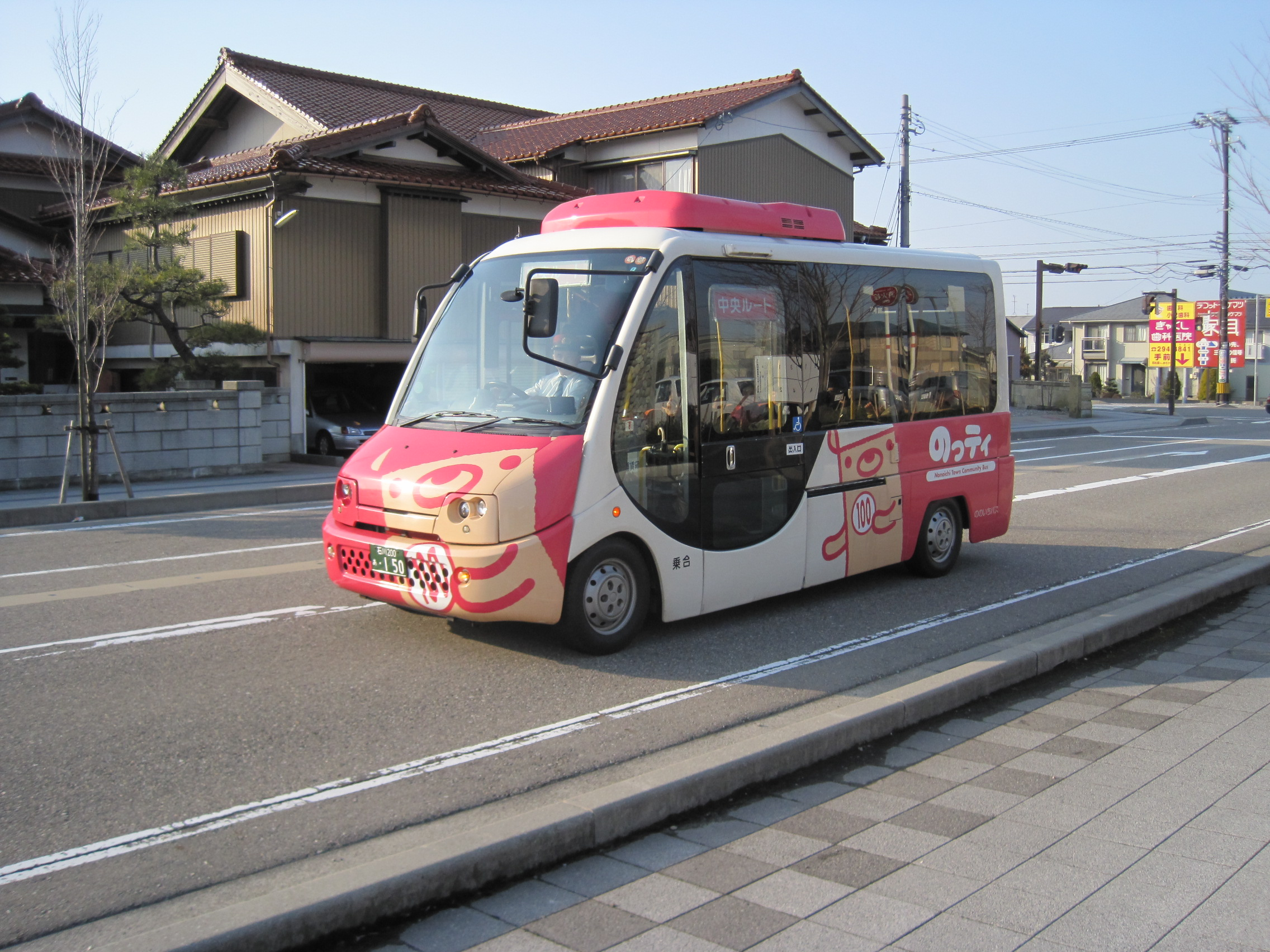
のッテイ 中央ルートの車両（2010年3月。初代）
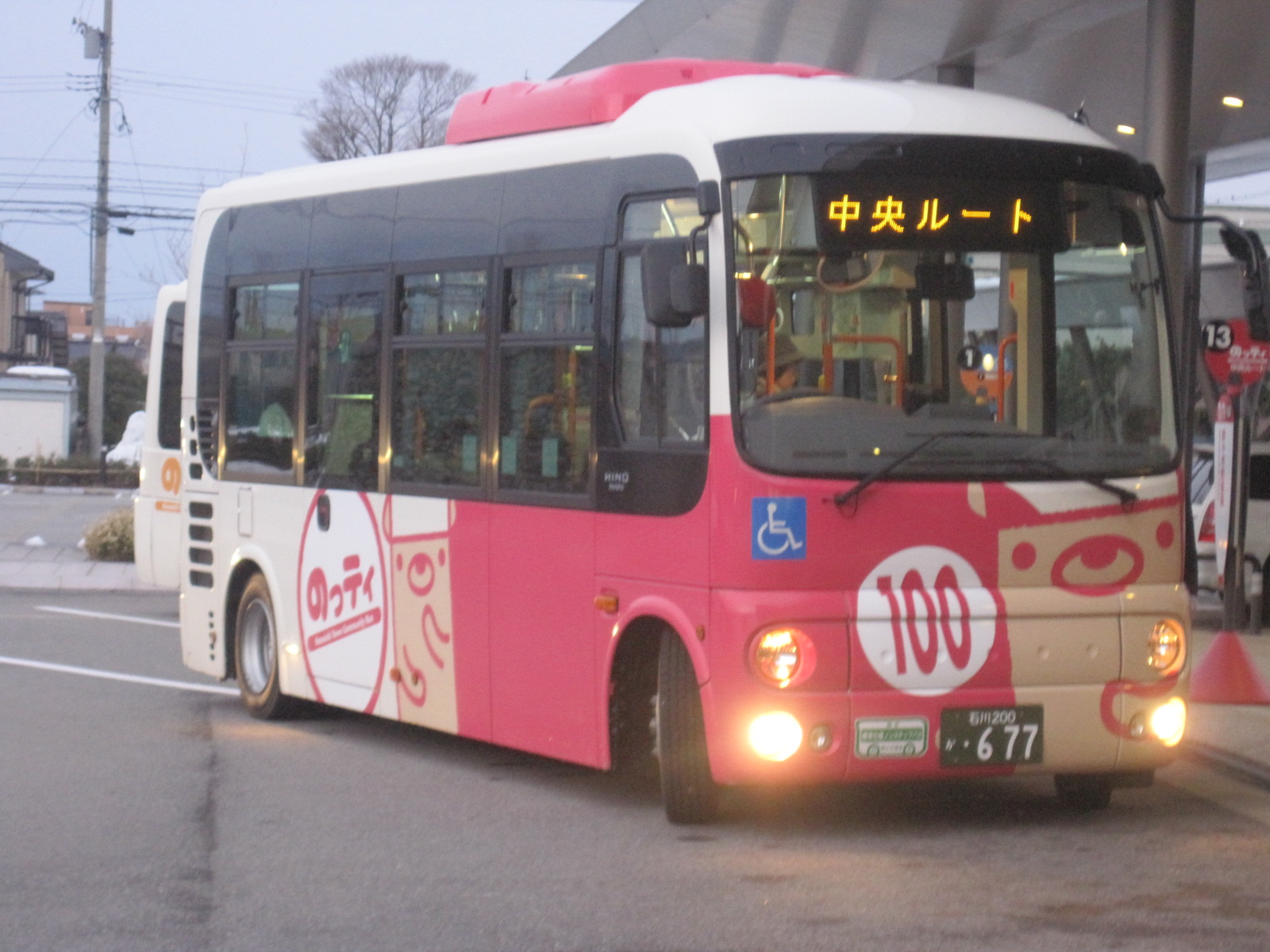
のッテイ 中央ルートの車両（2011年2月。2代目）
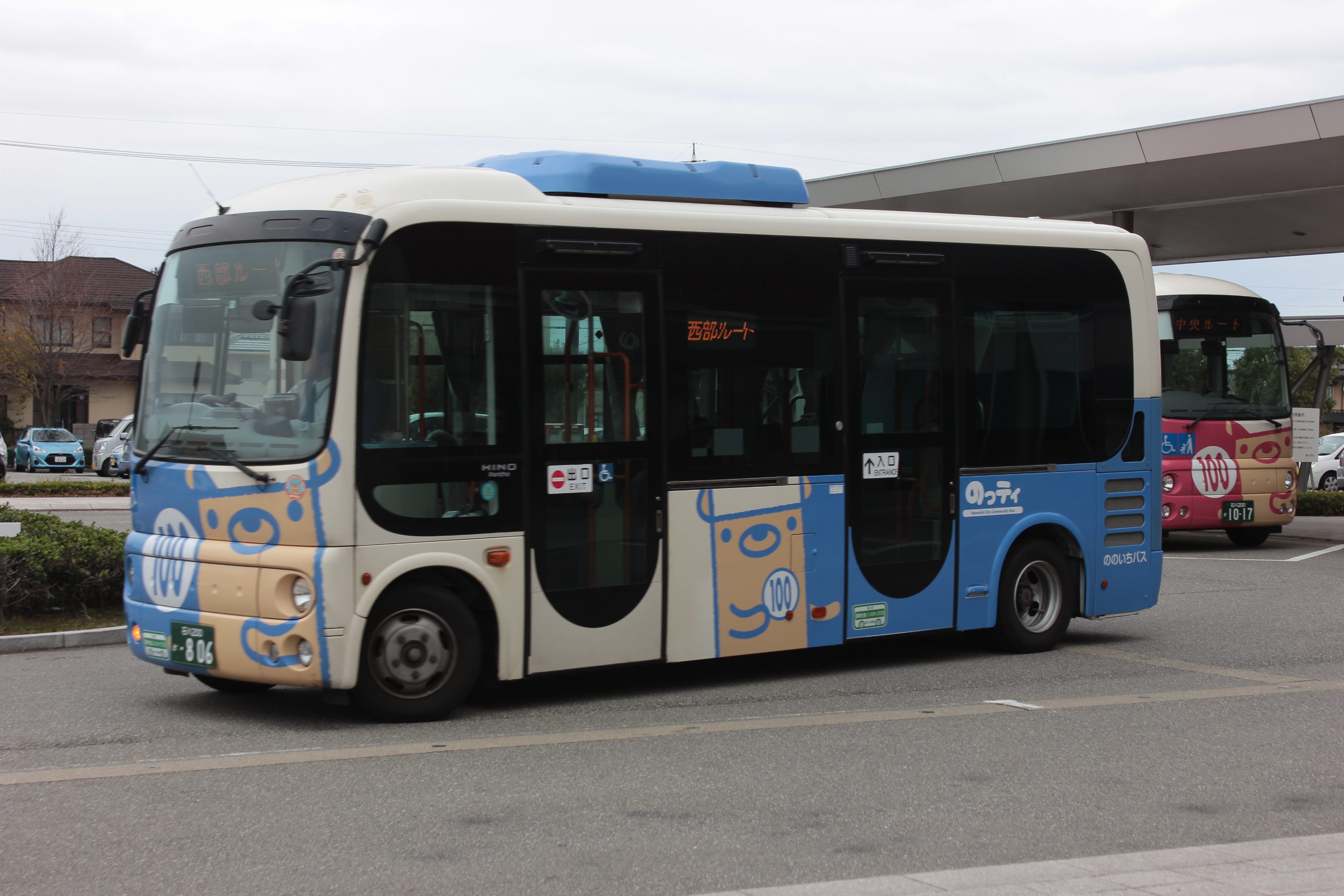
のッテイ 西部ルートの車両（2018年11月）
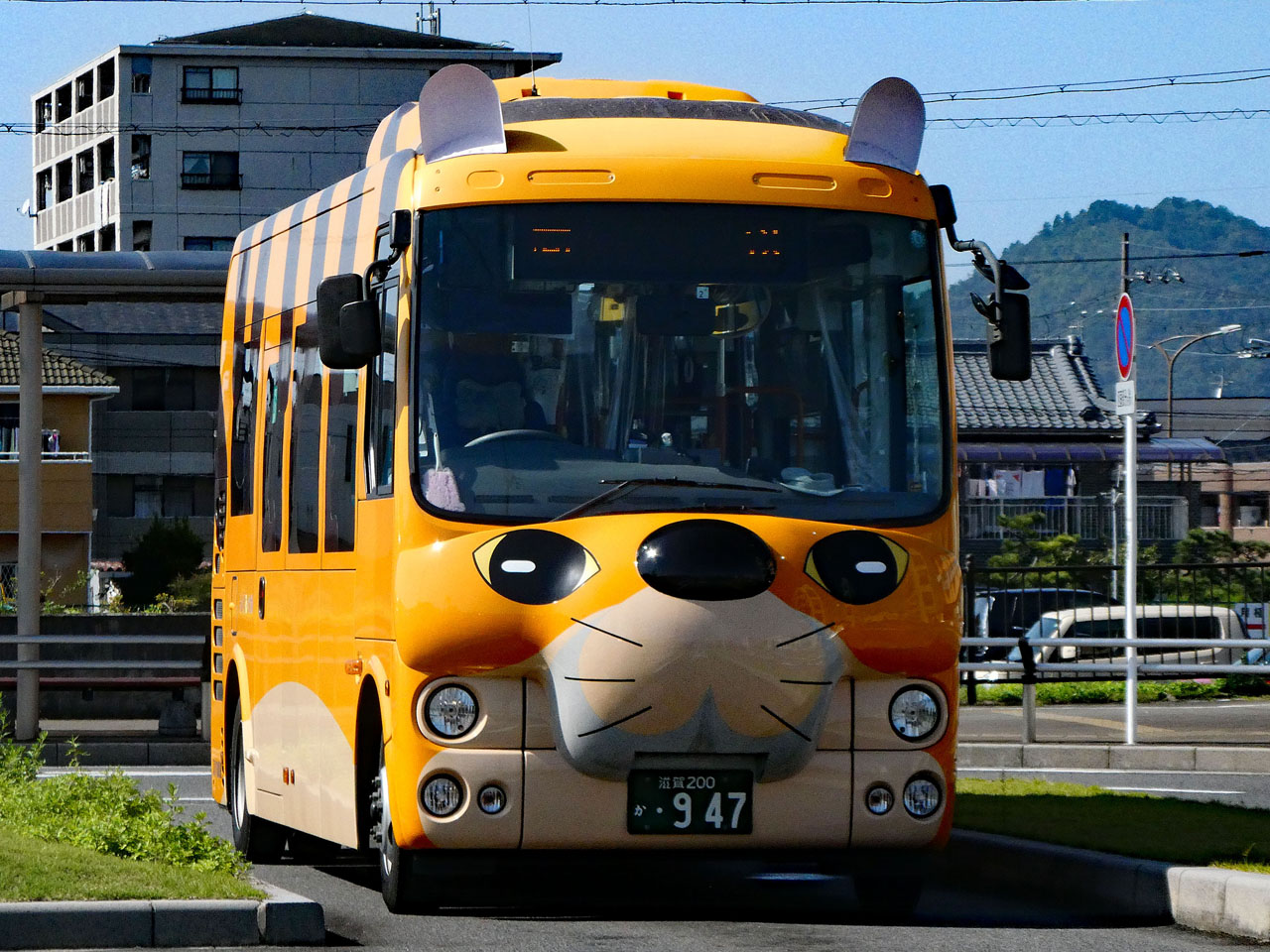
湖南市コミュニティバスの「こにゃんバス」（2021年10月）

## 主な関連会社
- 滋賀ビル（貸ビル：滋賀県大津市梅林） - 本社所在地。一部の関連会社も入居する[注 10]。
- 滋賀交通観光社（旅行業：滋賀県甲賀市甲南町寺庄） - 滋賀県内を中心に営業所を展開し、「フレンドツアー」（自社の旅行ブランド）などを扱う。
- 滋賀観光バス（貸切バス：滋賀県甲賀市甲南町寺庄） - 滋賀県内を中心に営業所を展開
- 滋賀バス（路線バス・コミュニティバス：滋賀県甲賀市水口町本綾野）
- 名古屋滋賀交通（貸切バス：愛知県名古屋市南区丹後通）
- 東京滋賀交通（貸切バス：東京都江戸川区松江）
- 敦賀観光バス（貸切バス・コミュニティバス：福井県敦賀市）
- 滋賀タクシー（タクシー：滋賀県甲賀市水口町本綾野）
- 琵琶湖タクシー（タクシー：滋賀県大津市におの浜）
- 彦根タクシー（タクシー：滋賀県彦根市）
- 長浜タクシー（タクシー：滋賀県長浜市）
- サンキュータクシー（タクシー：福井県敦賀市）
- すいせんタクシー（タクシー：福井県福井市） - 2008年4月までは福井名鉄タクシー
- 京和タクシー（タクシー：京都府京都市山科区）
- 大阪大同交通（タクシー：大阪府大阪市生野区）
- ののいちバス（石川県野々市市） - コミュニティバス「のっティ」運行受託
- メルセデスベンツ大津（外車販売：滋賀県大津市）
- メルセデスベンツ彦根（外車販売：滋賀県彦根市）
- アウディ滋賀（外車販売：滋賀県大津市）
- アウディ彦根（外車販売：滋賀県彦根市）
- フォルクスワーゲン滋賀（外車販売：滋賀県大津市）
- フォルクスワーゲン栗東（外車販売：滋賀県栗東市）
- ホンダカーズ滋賀中央（国産車販売：滋賀県大津市） - 旧ベルノ店
- 滋賀県民信用組合（信用組合による金融サービス：滋賀県大津市梅林、滋賀ビル内）
- 滋交建設（建設業：滋賀県大津市梅林、滋賀ビル内）
- 中国料理「かすが」（飲食店：滋賀県大津市梅林、滋賀ビル内） - 閉店時期は不明であるが、2023年12月時点では営業を行っていない[注 11]。
- 滋賀県観光開発（レジャー施設運営：滋賀県甲賀市甲南町寺庄） - 滋賀甲南カントリークラブを経営。かつてはボウリング場を経営したこともあった（後述）。

## グループ脱退
- 大阪滋賀交通（貸切バス：大阪府豊中市名神口） - 廃業
- 道央観光バス（貸切バス：北海道札幌市、グループ入り前は北海道赤平市） - 1992年グループ入りしたが、2002年3月廃業
- 八千代タクシー（タクシー：名古屋市南区丹後通） - 2012年5月で第一交通産業（福岡県北九州市）に株式譲渡
- フォード滋賀（外車販売：滋賀県大津市） - 撤退
- オートザム草津（外車販売：滋賀県草津市） - 撤退
- ホンダカーズ京都南（国産車販売：京都府京都市） - 出資撤退
- ロイヤルボウル名古屋（レジャー施設：愛知県名古屋市南区丹後通） - 2008年12月廃業
- ボウル滋賀（レジャー施設（滋賀県観光開発のボウリング部）：湖南市夏見） - 2018年3月廃業
- ボウル信楽（レジャー施設（滋賀県観光開発のボウリング部）：甲賀市信楽町長野） - 廃業時期不明